# Acrodactyla gressitti
Acrodactyla gressitti är en stekelart som beskrevs av Setsuya Momoi 1966. Acrodactyla gressitti ingår i släktet Acrodactyla och familjen brokparasitsteklar. Inga underarter finns listade i Catalogue of Life.